# Sudół (powiat ostrowiecki)
Sudół – wieś w Polsce, położona w województwie świętokrzyskim, w powiecie ostrowieckim, w gminie Bodzechów. Leży przy DW754.
| SIMC    | Nazwa        | Rodzaj    |
| ------- | ------------ | --------- |
| 0229910 | Jelenia Góra | część wsi |
| 0229926 | Kąty Leśne   | część wsi |
| 1018628 | Kotówka      | część wsi |
| 0229955 | Sudół Dolny  | część wsi |
| 0229961 | Sudół Górny  | część wsi |

W latach 1975–1998 miejscowość należała administracyjnie do województwa kieleckiego.
Przez wieś przechodzi  niebieski szlak turystyczny z Łysej Góry do Pętkowic.
Miejsce zwycięskiej potyczki stoczonej podczas powstania styczniowego przez Dionizego Czachowskiego z oddziałem mjra Klewcowa.
Pomiędzy Sudołem a miejscowością Magonie znajdują się Krzemionki Opatowskie – rezerwat archeologiczny, chroniący zespół neolitycznych kopalni krzemienia pasiastego.